# Gününa yajich
Le gününa yajich (ou gennaken, pampa) est une langue chon parlée en Argentine, dans la région de Patagonie par les Gennaken. La langue avait comme voisin, au Sud, le teushen.

## Connaissance de la langue
La langue nous est connue grâce aux données recueillies par l'Argentin Rodolfo Casamiquela avant que le dernier locuteur ne meure en 1960. Les données linguistiques recueillies par Casamiquela ont permis à A. Gerzenstein d'établir la phonologie de la langue (Gerzenstein, 1968).